# Ludwig Sinsheimer

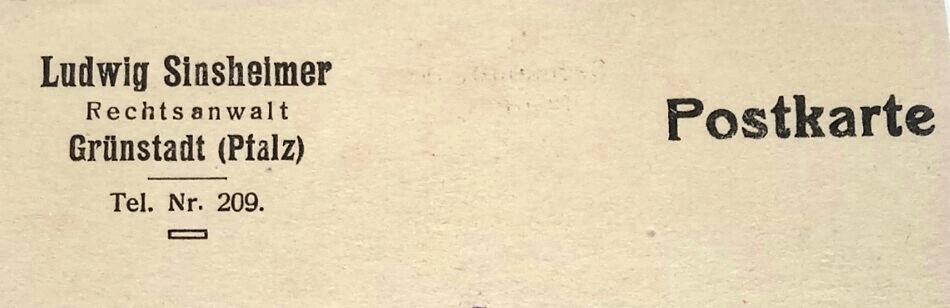
Briefkopf Ludwig Sinsheimer, 1924, Museum Grünstadt

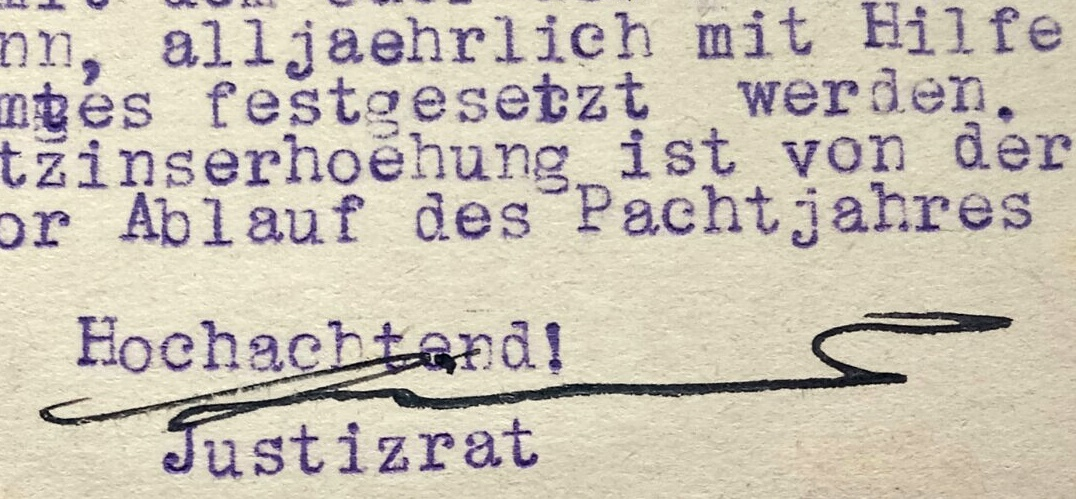
Unterschrift Ludwig Sinsheimer, 1924, Museum Grünstadt

Ludwig Sinsheimer (* 23. Oktober 1873 in Mannheim; † 30. März 1942 im Internierungslager bei Noé/Haute-Garonne, Südwestfrankreich) war ein deutscher Jurist mit jüdischer Glaubenstradition, der in der Zeit des Nationalsozialismus als sogenannter Staatsfeind verfolgt wurde und schließlich als Opfer des Holocaust starb. Sein jüngerer Bruder war der Journalist, Theaterkritiker und Schriftsteller Hermann Sinsheimer.

## Familie
Sinsheimer kam aus einer jüdischen Familie, die väterlicherseits auf die Stadt Sinsheim im nordbadischen Kraichgau zurückgeht. Seine Eltern Samuel († 1928) und Fanny Sinsheimer lebten anfangs in Mannheim und zogen 1874 in die 20 km westlich gelegene vorderpfälzische Kleinstadt Freinsheim, woher die Mutter stammte. Ludwig Sinsheimer war das älteste Kind aus der ersten Ehe des Vaters, seine Geschwister waren Karl (1875–1953), Eugenie Ida (1879–1942), August (1880–1911) und Hermann (1883–1950). Bald nach dessen Geburt starb die Mutter. Mit seiner zweiten Frau Mina Reuter († 1917) hatte der Vater noch die Tochter Emma (1888–1963). Ludwig Sinsheimer blieb zeit seines Lebens unverheiratet.

## Ausbildung und Beruf
Ludwig Sinsheimer besuchte zunächst in Bad Dürkheim die Lateinschule, dann jeweils zwei Jahre die Gymnasien in Speyer und Neustadt an der Haardt (heute Neustadt an der Weinstraße). Nach dem Abitur 1891 in Neustadt studierte er Rechtswissenschaften an den Universitäten in Straßburg, Würzburg und München. Im Anschluss an das Erste Staatsexamen wurde er zum Wehrdienst eingezogen, so dass er die Zweite Staatsprüfung erst mit Verzögerung ablegen konnte. Am 1. Mai 1901 ließ er sich als Anwalt in Grünstadt nieder, wo er 1928 in der Zeppelinstr. 14 auch ein Wohnhaus erwarb. Während seiner mehr als dreißigjährigen Berufstätigkeit machte er sich einen Namen auf dem Gebiet des Weinrechts und gab umfangreiche Kommentare zum Weinsteuergesetz 1918 sowie zu den Weingesetzen 1909 und 1930 heraus. 1910 betätigte er sich auch als Heimatschriftsteller: De Derkemer Worschdmarkt. Das Leben und Treiben auf dem pfälzischen Volksfeste. Gegen Ende des Ersten Weltkriegs wurde Sinsheimer, inzwischen 44 Jahre alt, als Protokollführer an das Militärgericht Neustadt abgeordnet. 1922 wurde ihm der Ehrentitel „Justizrat“ verliehen.

## Politik
Bis 1914 war Sinsheimer passives Mitglied der Nationalliberalen Partei (NLP) gewesen. Knapp ein Jahr nach der „Machtergreifung“ der Nationalsozialisten wurde er am 13. Januar 1934 verhaftet und „heimtückischer Angriffe gegen die Regierung der nationalen Erhebung“ beschuldigt, weil er von November 1933 an in 47 Briefen an elsässische Zeitungen die in Deutschland beginnenden Judendiskriminierungen geschildert hatte. Gleich zu Anfang der 23-monatigen Untersuchungshaft wurde er im Februar 1934 genötigt, seine Anwaltszulassung „freiwillig“ zurückzugeben.
Die Anklage lautete, Sinsheimer habe

„… Berichte über die politischen und wirtschaftlichen Verhältnisse und Vorwürfe in Deutschland geschrieben, die von einer außerordentlich feindseligen Einstellung gegen den nationalsozialistischen Staat, dessen Regierung, die NSDAP und ihre Untergliederungen sowie gegen sonstige öffentliche Einrichtungen des heutigen Deutschland getragen sind und in teilweise überaus gehässiger und hetzerischer Form eine Reihe von unwahren oder von gröblich entstellten Behauptungen über die Zustände und Ereignisse in Deutschland im Jahre 1933 enthalten. In mehreren Berichten befasste er sich mit den Maßnahmen gegen die Juden…“

Im Strafprozess hingegen bescheinigten alle Zeugen Sinsheimer einen untadeligen Leumund. So machte ein Juristenkollege, der ihn seit Jahrzehnten kannte, folgende Aussage über den Angeklagten:

„Während der langen Zeit habe ich mit Sinsheimer nur vorzügliche Erfahrungen gemacht. Seine Interessen waren überwiegend nach der idealen Seite hin gerichtet… Er hatte eine vorbildlich hohe Auffassung von dem Berufe des Rechtsanwalts… Selbstlosigkeit war ein wesentlicher Zug seines Charakters… Im Stillen war er sehr wohltätig, auch arbeitete er sehr viel unentgeltlich für seine Mitmenschen… Man kann mit Recht sagen, dass Sinsheimer ein prächtiger Mensch war.“

Trotzdem verurteilte der 3. Senat des Volksgerichtshofs in Berlin am 20. Dezember 1935 in nichtöffentlicher Verhandlung Sinsheimer zu einem Jahr Gefängnis. Die Strafe galt als durch die fast zweijährige Untersuchungshaft verbüßt, und der Verurteilte kam auf freien Fuß. Der mittlerweile 62-Jährige war durch die Haft seelisch gebrochen und konnte keiner Berufstätigkeit mehr nachgehen. Im Sommer 1936 verkaufte er sein Haus in Grünstadt und zog um in seine Geburtsstadt Mannheim.

## Holocaust
Im Rahmen der Wagner-Bürckel-Aktion vom 22. Oktober 1940 wurden Sinsheimer und seine Schwester Eugenie nach Frankreich verschleppt. In der Mannheimer Meldekartei findet sich hinter Sinsheimers Name der Stempelvermerk:

„am 22.10.40 nach Internierungslager Frankreich abgeschoben“

Zunächst wurden die Geschwister im Internierungslager Gurs festgehalten. Nach Verlegung ins Lager von Noé gut 100 km östlich, das vorzugsweise Alte und Kranke aufzunehmen hatte, starb Sinsheimer 1942, im selben Jahr auch seine Schwester. Sinsheimers Name ist auf den Mahnmalen für NS-Opfer in Noé und in Mannheim verzeichnet. Ein Gedenkhinweis in Grünstadt, wo Sinsheimer 35 Jahre, sein gesamtes Berufsleben, verbracht hatte, fehlte lange. 2019 wurde dort für ihn ein sogenannter Stolperstein verlegt.